# Meroleuca nata
Meroleuca nata är en fjärilsart som beskrevs av J. Peter Maassen 1890. Meroleuca nata ingår i släktet Meroleuca och familjen påfågelsspinnare. Inga underarter finns listade i Catalogue of Life.